# Ga Jangseungbaegi
Ga Jangseungbaegi (Tiếng Hàn: 장승배기역, Hanja: 장승배기驛) là ga trên Tàu điện ngầm Seoul tuyến 7 nằm ở Sangdo-ro, Dongjak-gu, Seoul.

## Lịch sử
- 1 tháng 8 năm 2000: Việc kinh doanh bắt đầu với việc khai trương đoạn Sinpung ~ Đại học Konkuk của Tàu điện ngầm Seoul tuyến 7

## Bố trí ga
| Sangdo ↑             |
| \| N/B               |
| ↓ Sindaebangsamgeori |

| Hướng Bắc | ● Tuyến 7 | ← Hướng đi Isu · Văn phòng Gangnam-gu · Sangbong · Jangam |
| Hướng Nam | ● Tuyến 7 | → Hướng đi Boramae · Daerim · Onsu · Seongnam →           |

## Xung quanh nhà ga
| Lối ra \| 나가는 곳 \| Exit \| 出口 | Lối ra \| 나가는 곳 \| Exit \| 出口 |
| ----------------------------------- | --- |
| 1                                   | Trung tâm phúc lợi văn hóa Dongjak Trung tâm Y tế Công cộng Dongjak-gu Văn phòng Giáo dục Dongjak Gwanak Trường trung học cơ sở Jangseung Chợ Yeongdo |
| 2                                   | Trung tâm an toàn Sangdo 2 Trường tiểu học Shinsangdo Sangdo I-Park APT Sangdo-dong The Sharp APT                                                     |
| 3                                   | Trung tâm cộng đồng Sangdo 4-dong Trung tâm an toàn Sangdo số 4 Trường tiểu học Sangdo                                                                |
| 4                                   | Khu vực Sangdo Trung tâm phúc lợi cộng đồng Dongjak Trường trung học cơ sở Yeongdeungpo Trường tiểu học Yeonghwa                                      |
| 5                                   | Trung tâm cộng đồng Noryangjin 2-dong Khu vực Noryangjin Văn phòng Dongjak-gu · Hội đồng Dongjak-gu Chợ Noryangjin mới Nhà thờ Jangseong              |
| 6                                   | Trung tâm cộng đồng Sangdo 2-dong Trường tiểu học Noryangjin Thư viện Dongjak Bệnh viện Cheonghwa                                                     |

## Hình ảnh

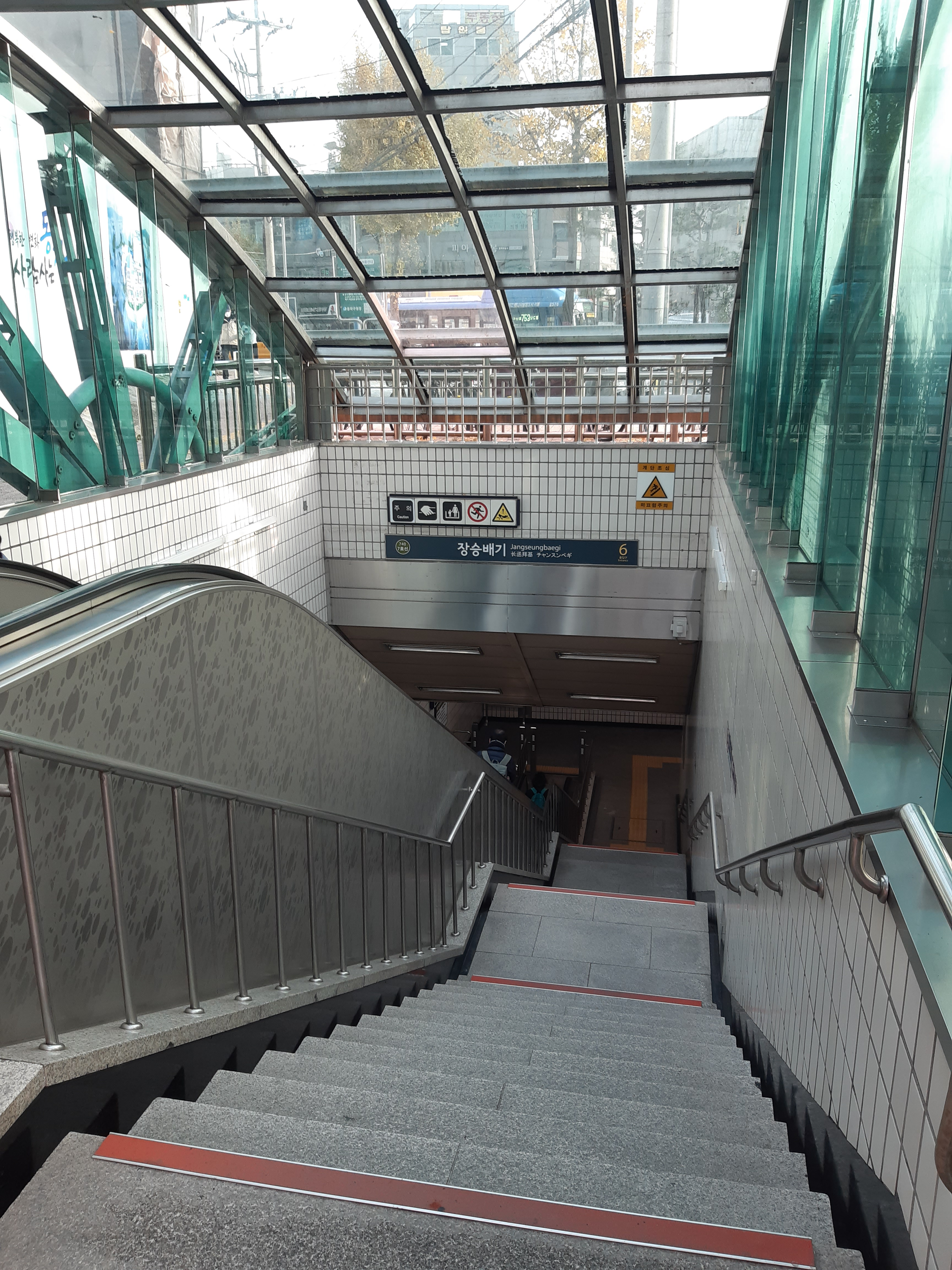
Lối ra 6